# Schaueria litoralis
Schaueria litoralis é uma espécie de planta do gênero Schaueria e da família Acanthaceae.

## Taxonomia
A espécie foi descrita em 2016 por Ana Luiza A. Côrtes.
Os seguintes sinônimos já foram catalogados:  
- Schaueria lophura  Nees & Mart.
- Schaueria virginea  Nees

## Forma de vida
É uma espécie terrícola e arbustiva.

## Descrição
Corola esternotríbica.
| Caule                                     | Caule |
| ----------------------------------------- | --- |
| formato do caule                          | cilíndrico |
| indumento                                 | glabro a pubescente |
| Folha                                     | |
| pedicelo                                  | presente |
| lâmina foliar                             | membranácea/oblongo-elíptica/base cuneada a irregular/ápice aguda a acuminada/face abaxial e adaxial glabra com tricoma na veia maior/margem repando/margem com tricoma eglanduloso adpresso |
| Inflorescência                            | |
| tipo de inflorescência                    | tirso terminal e axilar/racemo dicasial/dicásio 1 a 3 flor/subtendida 1 bráctea e 2 bractéola                                                                                                |
| bráctea                                   | verde/triangular/face adaxial e abaxial glabra ou hispídula/margem com tricoma ereto menor que 0                                                                                             |
| Flor                                      | |
| lobo do cálice                            | 5 lobado/igual/acrescente no fruto |
| cor do cálice                             | verde |
| forma do cálice                           | triangular |
| cor da corola                             | branca |
| tubo da corola                            | cilíndrico |
| corola bilabiada                          | presente |
| lábio superior                            | bilobado/inteiro/recurvado |
| lábio inferior                            | trilobado/recurvado |
| estame                                    | 2/exserto/inserido na base corola/filete branco/filete hispídulo/antera biteca/teca paralela/estaminódio ausente                                                                             |
| gineceu                                   | estilete exserto branco/estigma bilobado |
| Fruto                                     | |
| tipo de fruto                             | cápsula estipitada/cabeça clavada |
| Semente                                   | |
| número e forma e ornamentação das semente | 4/lenticular/reticulada/tuberculada/margem sem tubérculo |

## Conservação
A espécie faz parte da Lista Vermelha das espécies ameaçadas do estado do Espírito Santo, no sudeste do Brasil. A lista foi publicada em 13 de junho de 2005 por intermédio do decreto estadual nº 1.499-R.

## Distribuição
A espécie é encontrada nos estados brasileiros de Bahia, Espírito Santo, Rio de Janeiro e São Paulo.
Em termos ecológicos, é encontrada no domínio fitogeográfico de Mata Atlântica, em regiões com vegetação de floresta estacional semidecidual e restinga.